# Paranhos (Amares)
Paranhos é uma povoação portuguesa do município de Amares que foi sede da extinta freguesia de Paranhos que tinha 4,01 km² de área e 111 habitantes (2011), e, por isso, uma densidade populacional de 27,7 hab/km².
A freguesia de Paranhos foi extinta (agregada) em 2013, no âmbito de uma reforma administrativa nacional, tendo sido agregada às freguesias de Caldelas e Sequeiros, para formar uma nova freguesia denominada União das Freguesias de Caldelas, Sequeiros e Paranhos.

## População
| População da freguesia de Paranhos (1864 – 2011) | População da freguesia de Paranhos (1864 – 2011) | População da freguesia de Paranhos (1864 – 2011) | População da freguesia de Paranhos (1864 – 2011) | População da freguesia de Paranhos (1864 – 2011) | População da freguesia de Paranhos (1864 – 2011) | População da freguesia de Paranhos (1864 – 2011) | População da freguesia de Paranhos (1864 – 2011) | População da freguesia de Paranhos (1864 – 2011) | População da freguesia de Paranhos (1864 – 2011) | População da freguesia de Paranhos (1864 – 2011) | População da freguesia de Paranhos (1864 – 2011) | População da freguesia de Paranhos (1864 – 2011) | População da freguesia de Paranhos (1864 – 2011) | População da freguesia de Paranhos (1864 – 2011) |
| ------------------------------------------------ | ------------------------------------------------ | ------------------------------------------------ | ------------------------------------------------ | ------------------------------------------------ | ------------------------------------------------ | ------------------------------------------------ | ------------------------------------------------ | ------------------------------------------------ | ------------------------------------------------ | ------------------------------------------------ | ------------------------------------------------ | ------------------------------------------------ | ------------------------------------------------ | ------------------------------------------------ |
| 1864                                             | 1878                                             | 1890                                             | 1900                                             | 1911                                             | 1920                                             | 1930                                             | 1940                                             | 1950                                             | 1960                                             | 1970                                             | 1981                                             | 1991                                             | 2001                                             | 2011                                             |
| 191                                              | 193                                              | 216                                              | 207                                              | 192                                              | 204                                              | 221                                              | 233                                              | 275                                              | 303                                              | 288                                              | 215                                              | 170                                              | 155                                              | 111                                              |

## História
Integrava o concelho de Entre Homem e Cávado, extinto em 31 de Dezembro de 1853, data em que passou para o concelho de Amares.